# تشارلز لورانس
تشارلز لورانس (16 ديسمبر 1828 في الإمبراطورية الرومانية - 20 ديسمبر 1916) (بالإنجليزية: Charles Lawrence)‏ هو لاعب كريكت أسترالي. شارك مع منتخب إنجلترا للكريكت.

## وصلات خارجية
- تشارلز لورانس على موقع إي آس بي آن كريك إنفو (الإنجليزية)